# Éolo

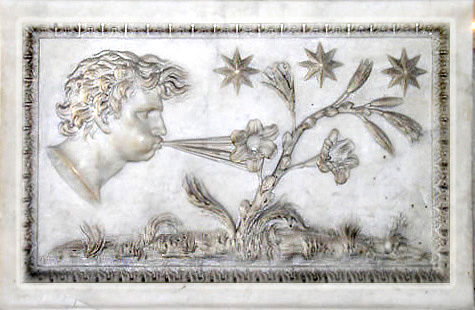
Éolo

Éolo (em grego:  Αίολος, transl.: Aíolos), na mitologia grega, era o guardião dos ventos. Na Odisseia, de Homero, Éolo era senhor da ilha Eólia, querido dos deuses imortais e guardião dos ventos (tinha o poder de guardar os ventos em uma caixa, para ajudar na navegação). Outros autores posteriores descreveram Éolo como um deus, frequentemente como deus dos ventos.
Na Odisseia, Éolo morava numa ilha flutuante, cercada por muralhas de bronze inquebrável; ele tinha seis filhos e seis filhas, e cada filho era casado com uma das filhas. Odisseu se encontrou com Éolo em suas viagens.
Odisseu chegou à sua ilha, e lá passou um mês, contando as suas aventuras. Éolo entregou a Odisseu um saco de couro de um novilho de nove anos de idade, em que estavam presos todos os ventos, porque Zeus fizera de Éolo o senhor dos ventos. Éolo deixou apenas o vento do Oeste solto, para levar Odisseu de volta para sua casa.
No nono dia da viagem, no entanto, seus homens, achando que havia ouro e prata no saco, o abriram, libertando todos os ventos, o que os afastou de Ítaca, retornando para a ilha Eólia. Éolo, irritado, expulsou-os de lá.
Nas versões racionalizadas da mitologia grega, Éolo foi um sábio que conhecia sobre os ventos, sendo por isso chamado de senhor dos ventos.
Éolo era filho de Hipotes e Melanipe; Hipotes era filho de Mimas, filho de Éolo, filho de Heleno, filho de Deucalião.
Éolo habitava na ilha de Strongyle (Stromboli), e foi chamado de senhor dos ventos porque ensinou como navegar pela região, perigosa por causa das correntes marinhas e da maré.